# Aeroportul Genova „Cristofor Columb”
Aeroportul Genova „Cristofor Columb” (IATA: GOA, ICAO: LIMJ) este un aeroport din Genova, Metropolitan City of Genoa⁠(d), Liguria, Italia ce deservește zona Genova. Aeroportul a fost tranzitat în 2022 de 1.222.888 de pasageri. A fost deschis în 17 iulie 1985 și numit după Cristofor Columb.
Situat la o altitudine de 4 m, aeroportul dispune de 1 pistă.

## Infrastructură

### Piste
Aeroportul dispune de o singură pistă. Pista 10/28 are suprafața de asfalt și dimensiunile 2.915 m × 45 m. 